# Valencia Club de Fútbol 2002-2003
Questa voce raccoglie le informazioni riguardanti il Valencia Club de Fútbol nelle competizioni ufficiali della stagione 2002-2003.

## Rosa
| N. |                       | Ruolo | Calciatore          |
| -- | --------------------- | ----- | ------------------- |
| 1  | Spagna (bandiera)     | P     | Santiago Cañizares  |
| 13 | Spagna (bandiera)     | P     | Andrés Palop        |
| 24 | Paraguay (bandiera)   | D     | Angel Amarilla      |
| 4  | Argentina (bandiera)  | D     | Roberto Ayala       |
| 15 | Italia (bandiera)     | D     | Amedeo Carboni      |
| 23 | Spagna (bandiera)     | D     | Curro Torres        |
| 5  | Jugoslavia (bandiera) | D     | Miroslav Đukić      |
| 3  | Brasile (bandiera)    | D     | Fábio Aurélio       |
| 34 | Spagna (bandiera)     | D     | Javier Garrido      |
| 12 | Spagna (bandiera)     | D     | Carlos Marchena     |
| 27 | Spagna (bandiera)     | D     | David Navarro       |
| 2  | Argentina (bandiera)  | D     | Mauricio Pellegrino |
| 17 | Francia (bandiera)    | D     | Anthony Réveillère  |
| 21 | Argentina (bandiera)  | C     | Pablo Aimar         |
| 6  | Spagna (bandiera)     | C     | David Albelda       |
| 31 | Spagna (bandiera)     | C     | Raúl Albiol         |

| N. |                      | Ruolo | Calciatore             |
| -- | -------------------- | ----- | ---------------------- |
| 8  | Spagna (bandiera)    | C     | Rubén Baraja           |
| 22 | Uruguay (bandiera)   | C     | Gonzalo de los Santos  |
| 36 | Francia (bandiera)   | C     | Jean-Félix Dorothée    |
| 29 | Spagna (bandiera)    | C     | Joaquin Pachés Enguix  |
| 39 | Spagna (bandiera)    | C     | Jaime Gavilán          |
| 18 | Argentina (bandiera) | C     | Kily González          |
| 26 | Spagna (bandiera)    | C     | Pablo Martínez Redondo |
| 19 | Spagna (bandiera)    | C     | Francisco Rufete       |
| 16 | Romania (bandiera)   | C     | Dennis Şerban          |
| 14 | Spagna (bandiera)    | C     | Vicente                |
| 10 | Spagna (bandiera)    | A     | Miguel Ángel Angulo    |
| 30 | Spagna (bandiera)    | A     | Borja                  |
| 7  | Norvegia (bandiera)  | A     | John Carew             |
| 11 | Spagna (bandiera)    | A     | Juan Sánchez           |
| 20 | Spagna (bandiera)    | A     | Mista                  |
| 9  | Spagna (bandiera)    | A     | Salva Ballesta         |